# 云南兰花蕉
云南兰花蕉（学名：Orchidantha yunnanensis），一种分布于中国云南地区的植物，属于兰花蕉科兰花蕉属，属于国家二级重点保护野生植物。
云南兰花蕉的模式标本采自中国科学院西双版纳热带植物园2001年引种于云南麻栗坡县的人工栽培植株。2018年在河口瑶族自治县大围山首次发现本种的野生居群。

## 形态特征
云南兰花蕉属于一种多年生丛生草本植物，高50–150厘米。根状茎直立，直径约1厘米，内部白色。叶柄19-57厘米，沟纹，在基部1/3具鞘。叶片狭椭圆形，明显不等长，77-125×15-19.5厘米，绿色，无毛，基部钝，先端渐尖。花苞片出现在土壤上方或近端部分埋在土壤中，深红色，微小短尖，长5.6–6.7厘米，宽约2–2.7厘米，覆盖着2.2–2.9厘米长的子房延伸部，并延伸出约2.5厘米。早晨开花，露出地面，散发出强烈的死鱼气味，具有吸引苍蝇以及其它昆虫为其传粉的功能。所有萼片均无毛，微小短尖；侧萼片重叠并形成支持唇瓣的舟状结构，狭长圆形，长6.0-6.6厘米，宽约1.2厘米；背萼片拱起在花瓣和唇瓣上，形成爪状结构，狭倒卵形，长5.7-6.3厘米，宽1.9-2.3厘米。唇瓣狭长椭圆形，边缘稍内卷，长5.6-6.4厘米，最宽处1.2-1.6厘米，深紫色，有一浅黄或白色隆起的中脉（中脉宽约0.4厘米，横截面半圆形）。雄蕊五枚，长0.9-1.0厘米，米色，但在花丝的基部深染暗红色，无毛；花丝长约0.2厘米，花药鞘长0.7-0.8厘米，在其整个长度上纵向开裂。花柱0.7-0.8厘米长，紫色，无毛；柱头0.7-0.9厘米长，三裂深，边缘细流苏状，微染暗红色；中裂片约0.8厘米，容易与侧裂片分开；侧裂片0.2-0.6厘米；子房几乎圆筒状（稍厚于子房延伸部的其余部分），直径约0.5厘米，白色到乳白色，无毛；每个室有6-7个胚珠，两排附着在胎座的轴侧。子房延长部长2.2-2.9厘米，乳白色，萼片略带微红色。